# Resolució 1893 del Consell de Seguretat de les Nacions Unides
La Resolució 1893 del Consell de Seguretat de les Nacions Unides fou adoptada per unanimitat el 29 d'octubre de 2009. Observant amb preocupació la persistència de violacions dels drets humans i nombrosos actes de violència sexual contra la població civil a Costa d'Ivori el Consell ha decidit renovar l'embargament d'armes i la prohibició del comerç de diamants per a Costa d'Ivori durant un any més, així el mandat del Grup d'Experts encarregar de vigilar la imposició de sancions específiques a aquells individus que amenaçaven el procés de pau al país.
El Consell va considerar que revisaria aquestes mesures en funció dels progressos en la celebració de les eleccions presidencials i altres avenços en l'aplicació de l'acord de Ouagadougou, advertint que qualsevol amenaça al procés electoral o qualsevol obstacle greu a la lliure circulació de l'Operació de les Nacions Unides a Costa d'Ivori (ONUCI) o de les forces franceses de suport, o al Representant del Secretari General, seria considerat una amenaça al procés de pau, subratllant que estava disposat a imposar mesures específiques contra aquells qui amenacessin el procés de reconciliació nacional a Costa d'Ivori, o els qui hi amenacen els drets humans. També va exigir a les parts en el conflicte que proporcionessin accés sense restriccions al Grup d'Experts que controla l'aplicació de les sancions, i va demanar al Gruo que inclogués en els seus informes informació sobre les persones que els neguessin l'accés a armes, municions i material relacionat.